# Myrcianthes karsteniana
Myrcianthes karsteniana är en myrtenväxtart som först beskrevs av Otto Karl Berg, och fick sitt nu gällande namn av Mcvaugh. Myrcianthes karsteniana ingår i släktet Myrcianthes och familjen myrtenväxter. Inga underarter finns listade i Catalogue of Life.